# Pia Arnell
Pia Eva Florence Arnell Van Rijswijk, född 17 januari 1929 i Bollnäs i Hälsingland, är en svensk skådespelare bosatt i Stockholm.

## Biografi
Pia Arnell, som växte upp i Örnsköldsvik, genomgick Kungliga Dramatiska Teaterns Elevskola åren 1950–1953 och 1948–1949 Terserus Teaterskola i Stockholm. Hon blev premiärelev vid Dramaten år 1953. Hon har under därefter varit anställd vid många stads- och länsteatrar i Sverige samt privatteatrar. Pia Arnell har även under många år varit verksam vid Radioteatern och TV-teatern i Stockholm liksom i ett flertal filmer. Hon har vid två tillfällen under 2000-talet erhållit stipendier från Tromb för sina insatser inom film, radio och TV under en följd av år.
Pia Arnell gifte sig 1959 med jur. kand. Jan Van Rijswijk (1928–1985).

## Teater

### Roller
| År   | Roll                         | Produktion                                                  | Regi                | Teater                        |
| ---- | ---------------------------- | ----------------------------------------------------------- | ------------------- | ----------------------------- |
| 1951 |                              | Vår lilla stad Thornton Wilder                              | Gösta Terserus      | Stockholms parkteater         |
| 1951 | Lady Marian                  | Robin Hood Owen Davis                                       | Arne Ragneborn      | Dramaten                      |
| 1952 |                              | Vår i Paris, cabaret                                        | Rune Carlsten       | Dramaten                      |
| 1952 | Maud Cantley                 | Robinson och Kungen Friedrich Forster                       | Rolf Carlsten       | Dramaten                      |
| 1952 | Fru Jönsson från Askersund   | Emil och detektiverna Erich Kästner                         | Rolf Carlsten       | Dramaten                      |
| 1952 | Malla, Pomuckelskopps dotter | Livet på Landet Fritz Reuter                                | Rolf Carlsten       | Dramaten                      |
| 1952 | Estella                      | Ramido Marinesco Carl Jonas Love Almquist                   | Olof Thunberg       | Dramaten                      |
| 1953 | Nippertippa 2                | Fröken Rosita, eller Blommornas språk Federico García Lorca | Mimi Pollak         | Dramaten                      |
| 1953 | Miss Roberts                 | Mollusken Hugh Herbert Davis                                | Ingrid Luterkort    | Malmö stadsteater             |
| 1953 |                              | Romeo och Julia William Shakespeare                         | Alf Sjöberg         | Dramaten                      |
| 1953 |                              | Så går fem år Federico Garcia Lorca                         | Bengt Lagerkvist    | Göteborgs stadsteater         |
| 1953 |                              | I södern Julien Green                                       | Kurt-Olof Sundström | Göteborgs stadsteater         |
| 1953 |                              | Huset i natten Thierry Maulnier                             | Åke Falck           | Göteborgs stadsteater         |
| 1953 |                              | Blekängen Tarjei Vesaas                                     | Kurt-Olof Sundström | Göteborgs stadsteater         |
| 1953 |                              | Mumintrollet och kometen Tove Jansson                       | Herman Ahlsell      | Göteborgs stadsteater         |
| 1956 | Bertha                       | Fadren August Strindberg                                    | Rune Carlsten       | Riksteatern                   |
| 1957 | Pi                           | Vi bygger hus Else Fisher                                   | Else Fisher         | Lilla Teatern                 |
| 1958 | Philippa Hailsham-Brown      | Spindelnätet (The Spider's Web) Agatha Christie             | Gösta Cederlund     | Lilla Teatern                 |
| 1958 | Fru Bradman                  | Min fru går igen (Blithe Spirit) Noël Coward                | Frank Sundström     | Lilla Teatern                 |
| 1959 |                              | Det heliga löftet Jean de Létraz                            | Lars Barringer      | Uppsala-Gävle Stadsteater     |
| 1959 | Colette                      | Oscar Claude Magnier                                        | Gösta Folke         | Folkparksturné/ Lilla Teatern |
| 1959 |                              | Femton snören guld Zhu Sucheng                              | Ellen Bergman       | Uppsala-Gävle Stadsteater     |
| 1962 | Kvinnan                      | Karl XII August Strindberg                                  | Frank Sundström     | Uppsala-Gävle Stadsteater     |
| 1962 |                              | Kassabrist Vilhelm Moberg                                   | Johan Bergenstråhle | Uppsala-Gävle Stadsteater     |
| 1986 | Mildreds moster              | Den ludna gorillan Eugene O'Neill                           | Peter Oskarson      | Folkteatern i Gävleborg       |
| 1987 |                              | Stortjuvens pojke Cannie Möller                             | Örjan Herlitz       | Norrbottensteatern            |
| 1988 |                              | Den goda människan i Sezuan Bertholt Brecht                 | Johan Bergenstråhle | Västmanlands länsteater       |
| 1993 |                              | Kanin Kanin Coline Serreau                                  | Alejandro Quintana  | Västmanlands länsteater       |

### Riksteatern
- Trettondagsafton, regi: Ivo Cramér
- Tartuffe, regi: Börje Mellvig
- Hennes höghet min hustru, komedi av Axel Kielland, regi: Leif Amble-Naess
- Den tatuerade rosen av Tennessee Williams, regi: Ingmar Bergman
- Ljuva ungdomstid, regi: Rune Carlsten

### Uppsala stadsteater
- Othello, regi: Frank Sundström
- Swedenhielms, regi: Rune Carlsten
- Henrik IV, regi: Lennart Olsson
- Värmlänningarna, regi: Lennart Olsson
- Grottan av Jean Anouilh, regi: Frank Sundström
- En skojares dagbok, komedi av Aleksandr Ostrovskij, regi: Lennart Olsson
- Don Gil med gröna byxor, komedi av Tirso de Molina, regi: Sten Hedlund
- J.B., drama av Archibald MacLeish, regi: Lennart Olsson
- Karusell, komedi av Alex Brinchmann, regi: Hans Råstam
- Balkongen, drama av Jean Genet, regi: Frank Sundström
- Det heliga löftet, komedi av Jean de Létraz, regi: Lars Barringer
- Klara, komedi av Sven Stolpe, regi: Frank Sundström
- Den trumpna sessan, barnpjäs av Peggy Simon, regi: Johan Bergenstråhle
- Askungen, saga av Christian Møller, regi: Bernt Callenbo
- Joe Hill, episkt drama av Gerald Good, regi: Hans Råstam
- Conny
- Rödluvan
- Som ni behagar, revy av Karl Gerhard

### Borås stadsteater
- Karusell, komedi av Alex Brinchmann, regi: Hans Råstam
- Sprinkler är bra

### Länsteatern i Örebro
- Maratondansen, musikal av Ray Herman, regi: Örjan Herlitz
- Den gråtande polisen, drama av Staffan Göthe, regi: Stig-Ossian Eriksson

### Skaraborgs länsteater, Skövde
- Arsenik och gamla spetsar, fars av Joseph Kesselring, regi: Örjan Herlitz

## Filmografi, roller i urval
- Restaurant Intim (1950, regi: Erik "Hampe" Faustman)
- Skuggan (1953, regi: Kenne Fant)
- Vem blir Göteborgs lucia 1954 (1954, TV-program, deltagare som juryledamot)
- Foreign Intrigue: The Diplomat (amerikansk TV-serie, 1955, regi: Steve Privin)
- Foreign Intrigue: Little Romeo (amerikansk TV-serie, 1955, regi: Steve Privin)
- Ratataa eller The Staffan Stolle Story (1956, regi: Hasse Ekman)
- Skorpan (1956, regi: Hans Lagerkvist)
- Operation Argus (TV-serie, 1966, regi: Håkan Ersgård)
- Rätt man (TV-film, 1968, regi: Jan Halldoff)
- Snattare (TV-film, 1968, regi: Håkan Ersgård)
- Så går det till här i världen (TV-film, 1968, regi: Henrik Dyfverman)
- Leva i Sverige (TV-serie, 1970, regi: Arne Forsberg)
- Kalle Utter (TV-film, 1971, regi: Bernt Callenbo)
- Den hemliga verkligheten (TV-serie i åtta avsnitt, 1972, regi: Kay Pollak)
- Barnen i höjden (TV-serie, 1972, regi: Leif Krantz)
- Överraskningen (TV-film, 1973, regi: Georg Oddner)
- Kalkonen (1977, regi: Östen Braathen)
- Efter rånet (1980)
- Getingen (1983)
- Lag och rätt (1983)
- Pepparkakan (1984)
- I kväll klockan 18 (1985)

## Radioteater, roller i urval
- Moderskärlek
- Det är tyst i Saigon
- Långdistanspianoläraren
- MacBeth
- Ansiktet i skuggan
- Blå Dunster
- Under rönnträdet
- Preliminärt
- På väg till Sarek
- Krukväxterna
- Oxen och hans hustrur
- Maktens Bröd
- Box Ett
- Den 14 juli

samt uppläsningar av Dagens Dikt bland annat åren 2008–2009.